# Gode
Gode (in lingua somali Godey ) è una città situata nella parte Etiope dell'Ogaden, nella Zona di Gode nella Regione di Somali. Per accontentare il potente clan dell'Ogaden la città è stata fatta capitale della regione di Somali dal 1992 al 1994 dopo però, la capitale, è stata trasferita nella città di Giggiga, servita da migliori infrastrutture e servizi di comunicazione con il resto dell'Etiopia.
La città di Gode è servita da un piccolo aeroporto con voli regolari da parte della Ethiopian Airlines. Un ponte attraversa il fiume Uebi Scebeli fin dal 1968 ed è situato a fianco della città. La città è recentemente stata colpita da innumerevoli carestie: le più importanti nel 1981, nel 1991 e poi ancora nel 2000, quando la popolazione di Gode aumentò fino ad arrivare a 100.000 abitanti.
Nel 1997, Gode contava 45.755 abitanti e il 77.5% della popolazione era analfabeta.